# 21 Lyncis
Désignations
21 Lyncis (en abrégé 21 Lyn) est une étoile de la constellation boréale du Lynx. Elle est visible à l'œil nu avec une magnitude apparente de 4,61. D'après la mesure de sa parallaxe annuelle par le satellite Gaia, l'étoile est distante d'environ ∼ 274 a.l. (∼ 84 pc) de la Terre. Elle s'en éloigne à une vitesse radiale héliocentrique de +26 km/s.
21 Lyncis est une étoile blanche de la séquence principale de type spectral A0,5Vs, avec la lettre « s » qui indique que son spectre présente des raies d'absorption étroites (sharp) en raison de sa rotation lente. Elle tourne en effet sur elle-même à une vitesse de rotation projetée de 18 km/s, ce qui est peu élevé pour une étoile de type A. Elle est estimée être âgée de 272 millions d'années et elle est 2,22 fois plus massive que le Soleil. L'étoile est 102 fois plus lumineuse que le Soleil et sa température de surface est de 9 692 K.